# سید مهدی شجاعی
سید مهدی شجاعی(۱۳۳۹، تهران) داستان‌نویس و روزنامه‌نگار ایرانی است.

## تحصیلات
سیّد مهدی شجاعی در سال ۱۳۳۹ در تهران به دنیا آمد و هفده سال بعد با دیپلم ریاضی، برای ادامه تحصیل در رشته تئاتر وارد دانشکده هنرهای دراماتیک شد.
او در بدو ورود به دانشکده، گرایش کارگردانی تئاتر را برگزید و حدود سه سال نیز با همین گرایش پیش رفت و عموم واحدهای کارگردانی را پشت سر گذارد. در این زمان که به سن بیست سالگی رسیده‌بود، از میان مسیرهای مختلف پیش رو، نویسندگی را به عنوان حرفه برگزید. به همین جهت از رشته کارگردانی به نمایشنامه‌نویسی و ادبیات دراماتیک تغییر جهت داد و همچنین با اعلام انصراف از ادامه تحصیل همزمان در رشته علوم سیاسی، علی‌رغم گذراندن عموم واحدهای مهم و اساسی، تمرکز خود را به‌طور ویژه در حوزه داستان‌نویسی قرار داد.
حوالی سال‌های ۵۸ و ۵۹ یعنی حدود ۲۰ سالگی، اولین آثار او چه در مطبوعات و چه در قالب کتاب منتشر شدند.

## مسئولیت‌ها
سید مهدی شجاعی حدود هشت سال مسئول صفحه‌های فرهنگی و هنری روزنامهٔ جمهوری اسلامی و سردبیر ماهنامهٔ صحیفه بود. او سال‌های متمادی نیز مسؤلیت سردبیری مجله رشد جوان و هم‌ زمان مدیریت انتشارات برگ را  بر عهده داشت. او در انتشارات برگ به انتشار حدود ۳۰۰ کتاب از نویسندگان، هنرمندان و محققان کشور همت گماشت.
مسؤولیت داوری چند دوره از جشنواره فیلم فجر، جشنواره تئاتر فجر، جشنواره بین‌المللی فیلم کودک و نوجوان و جشنواره مطبوعات از فعالیت‌های هنری و فرهنگی او طی سال‌های ۶۵ تا ۷۵ به‌شمار می‌روند.
او در دوره وزارت علی جنتی(١٣٩٥-١٣٩٢) از اعضای هیئت نظارت و سانسور پیش از چاپ کتب کودک و نوجوان بوده است.
اگرچه رشته تحصیلی‌اش ادبیات نمایشی بوده و چند نمایش‌نامه هم به دست چاپ سپرده، اما بیش‌تر بر روی داستان‌نویسی متمرکز شده و مجموعه‌هایی از داستان‌های کوتاه و بلند مانند «سانتاماریا»، «غیرقابل چاپ» «سری که درد… می‌کند» را منتشر کرده‌است. از دیگر آثار هنری سید مهدی شجاعی، قطعه‌های ادبی اوست که در قالب چند کتاب به بازار نشر روانه شده‌اند.

## فیلمنامه‌نویسی
فیلم‌نامه‌های «بدوک»، «دیروز بارانی» و «پدر» کارهای سینمایی مشترک او با مجید مجیدی هستند و فیلم‌نامه «چشم خفاش» و «قله دنیا ۲» کارهای سینمایی مشترک او با بهزاد بهزادپور. همچنین فیلم‌نامه «تیر چراغ برق» اثر مشترک سید مهدی شجاعی، مجید مجیدی و بهزاد بهزاد پور است.
از دیگر فیلم‌نامه‌های سیدمهدی شجاعی، می‌توان به «کمین»، «قله دنیا ۱» و «مسافر کربلا»، «آخرین آبادی» و «مردی از جنس نور» اشاره کرد.
فیلمنامه سریال ۱۳ قسمتی شهید چمران با نام «مرد رؤیاها» و فیلمنامه سریال ۲۶ قسمتی حضرت یوسف (ع) با عنوان «یعقوب‌ترین یوسف، یوسف‌ترین زلیخا» از دیگر آثار بلند وی محسوب می‌شوند.
کتاب‌های «کشتی پهلو گرفته»، «پدر، عشق و پسر»، «آفتاب در حجاب»، «از دیار حبیب»، «شکوای سبز»، «خدا کند تو بیایی»، «سقای آب و ادب»، «دست دعا، چشم امید» و رمان «کمی دیرتر…» حاصل تجربه‌های او در زمینه ادبیات مذهبی هستند.
ادبیات کودک و نوجوان بخش دیگری از فعالیت‌های ادبی جدی و مستمر سیدمهدی شجاعی به‌شمار می‌رود. او در این زمینه تاکنون به تألیف و ترجمه بیش از ۱۰۰ جلد کتاب مبادرت ورزیده‌است.
سرپرستی دائرةالمعارف امام حسین «موسوعة الامام‌الحسین» از دیگر فعالیت‌های تحقیقی او به‌شمار می‌رود که هم‌اکنون در بیست و چهار جلد، توسط انتشارات مدرسه منتشر شده‌است.
مجموعه ۳ جلدی «دانستنی‌های اسلامی برای نوجوانان» نیز در سال ۱۳۸۷ به سرپرستی سید مهدی شجاعی، توسط انتشارات کانون پرورش، چاپ و منتشر شد. شجاعی ضمن عضویت در هیئت مدیره کانون پرورش فکری، هم‌اکنون مدیر مسوول انتشارات کتاب نیستان است.
وی در نظرسنجی پیامکی برنامه تلویزیونی کارنامه از شبکه چهار سیما در تاریخ پنجشنبه ۲۸ آذر ۱۳۹۲ به عنوان مورد پسندترین نویسنده ایران از سوی مخاطبان این برنامه شناخته شد.

## تأسیس انتشارات کتاب نیستان
او در سال ۱۳۷۶ اقدام به راه‌اندازی انتشارات کتاب نیستان کرد. انگیزه اصلی این حرکت معرفی و چاپ برگزیدگان ادبیات در حوزه‌های داستان، شعر و نمایشنامه بود. این پروژه در نهایت در سال ۱۳۸۰ با انتشار بیش از ۲۵۰ دفتر از هنرمندان معاصر خاتمه یافت.
کتاب نیستان علاوه بر پروژه «گزیده ادبیات معاصر»، حدود ۴۰۰ عنوان در حوزه‌های ادبیات، ادبیات دینی، مذهب و کودک و نوجوان منتشر کرده‌است.
سید مهدی شجاعی سردبیر و مدیر مسوول ماهنامهٔ نیستان بود. مطالب طنزی که تحت عنوان رزیتا خاتون و در اعتراض به فضای فرهنگی جامعه آن زمان، در مجله به چاپ رساند، منجر به شکایت علی رازینی دادستان وقت تهران گردید. ماهنامه نیستان در نهایت از اتهامات وارده تبرئه شد، اما سیدمهدی شجاعی اعلام کرد تا زمانی که چنین شاکیانی در عرصه فرهنگی فعالیت می‌کنند، دیگر مجله‌ای منتشر نخواهد کرد.
سیدمهدی شجاعی هم‌اکنون مدیرمسئول انتشارات کتاب نیستان است.

## سابقهٔ فعالیت‌های فرهنگی
- مدیریت صفحه فرهنگی هنری روزنامه جمهوری اسلامی (صحیفه)
- مدیریت انتشارات برگ و انتشار بیش از صدها عنوان کتاب از هنرمندان جوان کشور
- مسئولیت سردبیری مجله رشد جوان
- تأسیس مجمع هنرمندان مسلمان ایران
- تأسیس مجله فرهنگی هنری نیستان (۱۳۷۴)
- تأسیس انجمن قلم ایران
- عضو هیئت مدیره کانون پرورش فکری کودکان و نوجوانان
- معاون تولید کانون پرورش فکری کودکان و نوجوانان
- معاون امور بین‌الملل کانون پرورش فکری کودکان و نوجوانان
- عضویت در شورای سیاستگزاری حوزه هنری
- عضویت در هیئت امنای بنیاد سینمایی فارابی
- عضویت در هیئت نظارت بر انتشار کتاب کودک و نوجوان
- عضویت در شورای سیاستگزاری تئاتر کشور
- عضویت در شوراهای سینمایی وزارت ارشاد اسلامی
- عضویت در هیئت داوران جشنواره بین‌المللی فیلم قاهره
- چندین دوره عضویت در هیئت داوران جشنواره فیلم فجر
- چندین دوره عضویت در هیئت داوران جشنواره فیلم کودک اصفهان
- چندین دوره عضویت در هیئت داوران جشنواره تئاتر فجر
- چند دوره عضویت در هیئت داوران جشنواره تئاتر ماه

## آثار

### در زمینه تألیف بزرگسالان
| - «بر محمل بال ملائک» - «ضریح چشم‌های تو» - «دست دعا، چشم امید» - «دو کبوتر، دو پنجره، یک پرواز» - «متقین» - «امروز، بشریت…» - «خدا کند تو بیایی» - «کشتی پهلو گرفته» - «بوی سبز پونه‌ها» - «بدوک» - «خار و دل» - «از دیار حبیب» - «حرف‌هایی که کهنه نمی‌شوند» - «تنها راه رستگاری» | - «شکوای سبز ۱» - «پدر، عشق، پسر» - «عشق به افق خورشید» - «صمیمانه با جوانان وطنم» - «مناجات» - «آفتاب در حجاب» - «گزیده ادبیات معاصر» (مجموعه داستان) - «رزیتا خاتون» - «مردان و رجزهایشان» - «گزیده ادبیات معاصر» (مجموعه نمایشنامه) - «شکوای سبز»(۲) - «سانتاماریا» (مجموعه داستان) - «غدیر، کمی آنسوتر» - «کجایی ای فرزند احمد» | - «آسمانی‌ترین مهربانی» - «زیارت عاشورا» (ترجمه) - «غیرقابل چاپ» - «آیینه‌زار» - «سانتا ماریا ۲» (مجموعه نمایشنامه) - «طوفان دیگری در راه است» (رمان) - «دعای کمیل» (ترجمه) - «آیین زندگی» - «سری که درد… می‌کند» (مجموعه داستان) - «کرشمه خسروانی، یا مخالف بیداد یه طرز همایون» (نمایشنامه) - «مردی از جنس نور» - «یعقوب‌ترین یوسف، یوسف‌ترین زلیخا» (فیلم‌نامه ۲۶ قسمتی) - «دموکراسی یا دموقراضه» (رمان) - «زیارت امام رضا (ع)» (ترجمه) | - «دعای افتتاح» (ترجمه) - «سقای آب و ادب» - «کمی دیرتر» - «مناجات شعبانیه» (ترجمه) - «دعای ندبه» (ترجمه) - «دعای عرفه» (ترجمه) - «چشم خفاش» (فیلم‌نامه) - «تیر چراغ برق» (فیلم‌نامه) - «قله دنیا ۱» (فیلم‌نامه) - «بدوک» (فیلم‌نامه) - «کمین» (فیلم‌نامه) - «دیروز بارانی» (فیلم‌نامه) - «مسافر کربلا» (فیلم‌نامه) - «قله دنیا ۲» (فیلم‌نامه) - «مرد رؤیاها» (فیلم‌نامه) |  |

### کتاب‌های نوشته شده برای کودکان
| - ایمان و گندم - برای همه برای همیشه - جای پای خون - اندوه برادر - والعادیات - درراه مانده - قصه دو گنج - کاری باید کرد - حکایت آن سر | - وقتی او بیاید - کشتی نوح - وای تشنگی… - سلام بر وحی - فصل خوب پیوستن - خورشید نیمه‌شب - یک اسب و دو سوار - خیانت یهودا - با تو سخن گفتن | - همسفر آفتاب - پشت پنجره - اولین زمستان جوجه‌ها - قصه پلنگ سفید - راهی که می‌ماند - مشورت با حیوانات - قصه میمون کوچولو - روزی که مسیح به صلیب کشیده نشد (برای نوجوانان) - دختر آسمانی |  |

### کتاب‌های ترجمه شده برای کودکان
| - برای این‌که ماهی‌ها نمیرند - پرنده و شکارچی - در قصر ملک‌خاتون - فرار… فرار - خانه خودمان - قهر اسباب‌بازی‌ها - مموش! کجا بودی؟ - سفر خرس کوچولو - آرزوهای فیلی - دیدنی نیست، مروارید - آموزش هنرهای تجسمی ۱ و ۲ - دوست قهوه‌ای - ملخ‌ها در شهر (بازنویسی) - دو پرنده کوچک - گربه خودخواه | - ماهی رنگین‌کمان - چهارپا - خداوند شبان من است - بزرگ‌ترین نام روی زمین - خدا مرا می‌شناسد - موش خواب‌آلود - اسب شاخ‌طلایی - جغد کوچک ترسو - دختر چینی - ما گرگ هستیم - ما خرس هستیم - راهت را انتخاب کن - اول تو، دوم من - خواب بهار | - بهار کجاست؟ - پیشی و ببری - موشی و جزایر اسرارآمیز - هرگز به سنجاب اعتماد نکن - روباه نقره‌ای، قو، جغد - کاری برای مادر - آدم‌برفی مهربان - درخت افرا - ما دلفین هستیم - پرواز پنگوئن - بچه شیر تنها نمی‌ماند - درخت گیلاس - هفت موش کور - میمونی که ماه را می‌خواست |  |